# Boeotarcha martinalis
Boeotarcha martinalis là một loài bướm đêm trong họ Crambidae.